# Jean Pépin de Huy

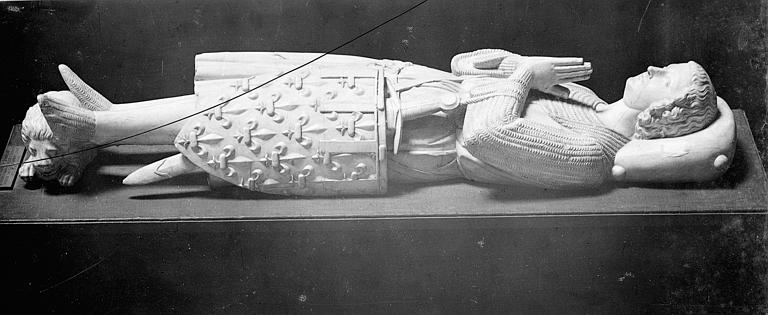
Náhrobek Roberta Burgundského

Jean Pépin de Huy byl sochař z oblasti Lutychu (Liège) v dnešní Belgii. Byl aktivní v letech 1311 až 1329 a pracoval ve službách Mahaut z Artois.  K jeho známým dílům patří náhrobky hraběnčiny rodiny (manžela Oty a dvou synů Jana a Roberta) a dvě madony s dítětem.
Z náhrobku Oty Burgundského v klášteře Cherlieu se zachovala pouze neúplná socha plačícího pozůstalého, dnes v depozitáři Louvru. Janův náhrobek v podobě malého chlapce byl původně v klášteře v Poligny, po revoluci byl přenesen do kostela sv. Filiberta v Darbonnay a nyní je v depozitáři Muzea výtvarných umění a archeologie v Besançonu. Robert Burgundský byl v podobě mladého rytíře původně v pařížském klášteře menších bratří, dnes je k vidění v Saint-Denis. 
Roku 1329 Pépin dokončil půvabnou madonu s dítětem z bílého mramoru určenou původně pro kartouzu v Gosnay; ta je nyní v Muzeu výtvarných umění v Arrasu.